# Herlin Riley

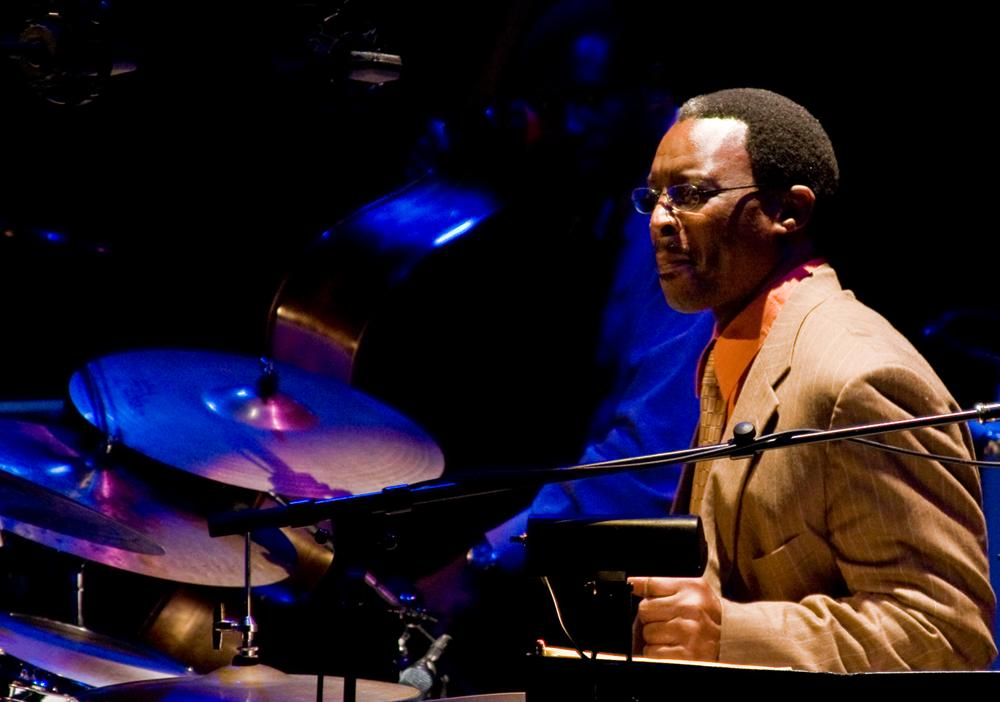
Herlin Riley, Weihnachtskonzert am 8. Dezember 2007 im Jazz at Lincoln Center

Herlin Riley (* 15. Februar 1957 in New Orleans) ist ein US-amerikanischer Jazz-Schlagzeuger und Bandleader.

## Leben und Wirken
Herlin Riley wuchs in New Orleans in einer musikalischen Familie auf und begann schon mit drei Jahren mit dem Schlagzeugspiel. Später studierte er auch Trompete während seiner Highschoolzeit, konzentrierte sich aber auf das Schlagzeug. Von 1984 bis 1987 war Riley Mitglied der Band von Ahmad Jamal; 1988 stieß er – als Nachfolger von Jeff Tain Watts – zur Band von Wynton Marsalis, mit dem er regelmäßig auf Tourneen ging und an Aufnahmen wie The Majesty of the Blues (1988), Blue Interlude (1992) oder Blood on the Fields (1994). Riley blieb bis 1994 bei Marsalis; er arbeitete daneben mit dem Lincoln Center Jazz Orchestra. Außerdem wirkte er an Aufnahmen von Marcus Roberts, Dr. John, Harry Connick, Jr., George Benson, Bennie Wallace und Mark Whitfield mit. Er spielte auch bei zahlreichen Theater-Aufführungen und Performances, wie One Mo' Time und Satchmo: America's Musical Legend.
2000 entstand das Album Watch What We're Doing auf dem Criss Cross Label, mit Ryan Kisor, Wycliffe Gordon, Victor Goines, Furid Barron und Rodney Whitaker, gefolgt von dem Album Cream of the Crescent (Criss Cross, 2004) mit Wynton Marsalis, Victor Goines und Wycliffe Gordon. Zu hören war er auch auf Dr. Lonnie Smiths Album Rise Up! (2009).
Riley arbeitet regelmäßig im Jazz at Lincoln Center, und als Lehrer für Perkussion im Jazz-Studienprogramm an der Bienen School of Music in der Northwestern University in Evanston (Illinois).